# Les Douze Salopards : Mission Suicide
Série
Les Douze Salopards 2
(1985) Les Douze Salopards : Mission fatale
(1988)
Pour plus de détails, voir Fiche technique et Distribution.
Les Douze Salopards : Mission Suicide (The Dirty Dozen : The Deadly Mission) est un téléfilm américano-yougoslave réalisé par Lee H. Katzin diffusé en 1987.
C'est le deuxième téléfilm inspiré du film Les Douze Salopards (1967), après Les Douze Salopards 2 (1985). Ernest Borgnine y reprend son rôle pour la 3e fois.

## Synopsis
Le major Wright dirige une nouvelle bande de « douze salopards » pour détruire une usine de gaz allemande qui pourrait servir contre les Alliés.

## Fiche technique
- Titre original : The Dirty Dozen: The Deadly Mission
- Titre français : Les Douze Salopards : Mission Suicide
- Réalisation : Lee H. Katzin
- Scénario : Mark Rodgers
- Musique : John Cacavas
- Direction artistique : Zeljko Senecic
- Décors : John Stoll
- Directeur de la photographie : Tomislav Pinter
- Montage : Ronald J. Fagan, Richard E. Rabjohn
- Production : Mel Swope
- Sociétés de production : Jadran Film, MGM/UA Television
- Société de distribution : NBC
- Genre : Action, guerre
- Durée : 90 minutes
- Dates de première diffusion :
  - États-Unis : 1er mars 1987

## Distribution
- Telly Savalas (VF : Henry Djanik / Rd : Richard Leblond) : le major Wright
- Ernest Borgnine (VF : Georges Atlas / Rd : Raoul Delfosse) : le général Sam Worden
- Vince Edwards (VF : Claude Brosset) : le sergent Holt
- Bo Svenson (VF : Michel Barbey) : Maurice Fontenac (1 des 12)
- Vincent Van Patten (VF : Philippe Ogouz) : Ronnie Webber (1 des 12)
- James Van Patten (VF : Jean-Claude Montalban) : David Webber (1 des 12)
- Randall "Tex" Cobb : Eric « Swede » Wallan (1 des 12)
- Gary Graham (VF : Daniel Russo) : Joe Stern (1 des 12)
- Wolf Kahler (VF : Jean Roche) : le colonel Krieger
- Thom Matthews : Francis Kelly (1 des 12)
- Emmanuelle Meyssignac : Marie Verlaine
- Paul Picerni (VF : Michel Beaune) : Ernesto Ferruci (1 des 12)
- Pavle Balenovic : Ballews (1 des 12)
- Branko Blace : Martinez (1 des 12)
- David Horovitch (en) : Pierre Claudel
- Bernard Woringer (VF : Lui-même) : George Flamands
- Sam Douglas : Hallet
- Alex Cord (VF : William Sabatier) : Dravko Demchuk
- Heather Thomas : le lieutenant Carol Campbell

## Commentaires
- Telly Savalas, connu principalement pour la série Kojak, joue ici le major Wright. Cependant, il incarnait déjà un tout autre personnage dans Les Douze Salopards en 1967 : le très religieux Archer J. Maggott.
- Le tournage s'est déroulé à Zagreb en Croatie.
- Vincent Van Patten, qui tient ici un rôle, est un ancien joueur de tennis professionnel, classé 41e mondial en 1981.

## SagaDirty Dozen
- Les Douze Salopards (The Dirty Dozen) film américain de Robert Aldrich sorti en 1967, avec Lee Marvin, Charles Bronson, John Cassavetes, Jim Brown, Telly Savalas, Donald Sutherland, Ernest Borgnine et Richard Jaeckel ;
- Les Douze Salopards 2 (The Dirty Dozen: Next Mission), téléfilm américain de Andrew V. McLaglen diffusé en 1985), avec Lee Marvin, Ernest Borgnine et Richard Jaeckel ;
- Les Douze Salopards : Mission Suicide (Dirty Dozen: The Deadly Mission), téléfilm américano-yougoslave de Lee H. Katzin diffusé en 1987, avec Telly Savalas, Ernest Borgnine et Bo Svenson ;
- Les Douze Salopards : Mission fatale, téléfilm américano-italo-yougoslave de Lee H. Katzin diffusé en 1988, avec Telly Savalas et Ernest Borgnine ;
- Les Douze Salopards (Dirty Dozen: The Series), série télévisée américaine diffusée en 1988, avec Ben Murphy, John D'Aquino, Frank Marth, John Slattery et Jon Tenney.